# Cohors II Ituraeorum
Die Cohors II Ituraeorum [sagittariorum oder sagittaria] [equitata] (deutsch 2. Kohorte aus Ituräa [der Bogenschützen] [teilberitten]) war eine römische Auxiliareinheit. Sie ist durch Militärdiplome, Inschriften, Papyri und die Notitia dignitatum belegt. In einer Inschrift wird sie als Cohors II Ituriatica bezeichnet, in der Notitia dignitatum als Cohors secunda Ituraeorum.

## Namensbestandteile
- Cohors: Die Kohorte war eine Infanterieeinheit der Auxiliartruppen in der römischen Armee.

- II: Die römische Zahl steht für die Ordnungszahl die zweite (lateinisch secunda). Daher wird der Name dieser Militäreinheit als Cohors secunda .. ausgesprochen.

- Ituraeorum: aus Ituräa. Die Soldaten der Kohorte wurden bei Aufstellung der Einheit auf dem Gebiet von Ituräa rekrutiert.

- sagittariorum oder sagittaria: der Bogenschützen. Der Zusatz kommt in einer Inschrift[1] vor.

- equitata: teilberitten. Die Einheit war ein gemischter Verband aus Infanterie und Kavallerie. Der Zusatz kommt in zwei Inschriften[2] vor.

Da es keine Hinweise auf den Namenszusatz milliaria (1000 Mann) gibt, war die Einheit eine Cohors quingenaria equitata. Die Sollstärke der Kohorte lag bei 600 Mann (480 Mann Infanterie und 120 Reiter), bestehend aus 6 Centurien Infanterie mit jeweils 80 Mann sowie 4 Turmae Kavallerie mit jeweils 30 Reitern.

## Geschichte
Die Kohorte war in der Provinz Aegyptus stationiert. Sie ist auf Militärdiplomen für die Jahre 83 bis 206 n. Chr. aufgeführt.
Der erste Nachweis der Einheit in Aegyptus beruht auf einer Inschrift, die auf 39 n. Chr. datiert ist. Durch ein Diplom ist die Kohorte erstmals für das Jahr 83 in der Provinz belegt. In dem Diplom wird die Kohorte als Teil der Truppen (siehe Römische Streitkräfte in Aegyptus) aufgeführt, die in der Provinz stationiert waren. Weitere Diplome, die auf 98/105 bis 206 datiert sind, belegen die Einheit in derselben Provinz.
Letztmals erwähnt wird die Einheit in der Notitia dignitatum mit der Bezeichnung Cohors secunda Ituraeorum für den Standort Aiy. Sie war Teil der Truppen, die dem Oberkommando des Comes limitis Aegypti unterstanden.

## Standorte
Standorte der Kohorte in Aegyptus waren möglicherweise:
| - Aiy: Die Einheit wird in der Notitia dignitatum für diesen Standort aufgeführt. - Pselkis (Ad-Dakka): eine Inschrift und ein Papyrus wurden hier gefunden. | - Syene: zwei Inschriften wurden hier gefunden. - Talmis (Kalabscha): Inschriften wurden hier gefunden. |

## Angehörige der Kohorte
Folgende Angehörige der Kohorte sind bekannt.

### Kommandeure
| - []ανος Φαυστος, ein επαρχος - Ιουνιος Σαβινος (ANRW II, 10,1,790) - Lucius Aquillius Oculatius: er wird auf dem Diplom von 105 als Kommandeur genannt. - L(ucius) Eienus Saturninus (CIL 3, 14147,1) | - M(arcus) Pon[] []tius, ein Präfekt (CIL 11, 3101) - P(ublius) Cutius Aburianus, ein Präfekt (AE 2000, 386) - Ουλπιος Ασκλεπιαδες, ein επαρχος - Ti(berius) Claudius Berenicianus (CIL 3, 14147,2) |

### Sonstige
| - [?], ein Soldat - [?], ein στρατιοτος (Soldat) (SB 4601) - C(aius) Iulius Suavis, ein Decurio (CIL 3, 14147,7) - Φελικος (SB 4601) - Γαιος [Α]νδιστιος Καπιτωλεινος (SB 8521) - Marinius, ein Centurio (ANRW II, 10,1,791) | - M(arcus) Spedius Corbulo, ein Fußsoldat: das Diplom von 105 wurde für ihn ausgestellt. - [Πτ]ολεμαιος, ein στρατιοτος (SB 4603) - Σαβινος, ein Centurio (SB 4616) - Valeri(us) Ammonian(us) (ANRW II, 10,1,791) - Valerius Clemens, ein Veteran |

### Wachstafel P.Mich. VII 436
Auf einer Wachstafel, die auf 138 datiert wird, gibt ein unbekannter Soldat den Behörden die Geburt seines Sohnes mit Namen Numissius bekannt. Der Name der Einheit ist nicht erhalten, aber es könnte sich um die Cohors II Ituraeorum gehandelt haben.

### Papyrus BGU XI 2024
Bei dem Papyrus, der auf November 204 datiert ist, handelt es sich um eine Empfangsbescheinigung eines Centurios für die Lieferung von Gerste.

### Papyrus SB IV 7362
In dem Papyrus, der auf den 11. Juni 188 datiert ist, wird der Fall des 52 Jahre alten Veteranen Valerius Clemens überliefert, der einige Jahre zuvor ehrenhaft aus der Einheit entlassen worden war. Bei der Entlassung war ihm aber (aus unbekannten Gründen) kein Militärdiplom ausgehändigt worden. Deshalb musste er bei seiner Registrierung als römischer Bürger einen Brief des ehemaligen Statthalters von Ägypten, Titus Pactumeius Magnus, beibringen, in dem dieser bestätigt, dass Clemens in der Kohorte gedient hatte und am 31. Dezember 177 rechtmäßig entlassen worden war. Darüber hinaus musste Clemens drei namentlich genannte Veteranen aufbieten, die bezeugten, dass keine falschen Angaben gemacht wurden.